# Nijō Yoshimoto
Nijō Yoshimoto (二条 良基) (né en 1320, mort le 16 juillet 1388), fils du régent Nijō Michihira, est un noble de cour (kugyō), poète du genre waka et maître renga japonais du début de l'époque de Muromachi (1336–1573).
Il a un fils Nijō Moroyoshi de son épouse et une autre femme donne naissance à deux autres fils, Nijō Morotsugu et Ichijō Tsunetsugu.

## Carrière de haut fonctionnaire
Yoshimoto exerce la fonction de régent kampaku à trois reprises, en 1346 et 1347, de 1363 à 1367 et en 1388 et celle de régent sesshō deux fois, de 1382 à 1388 et en 1388.
- 1381 (Eitoku 1, 7e mois): Yoshimoto est fait daijō-daijin[2].
- 1387 (Kakei 1, 1er mois): Yoshimoto est déchu de son titre de daijō daijin[3].
- 1388 (Kakei 2, 6e mois): Yoshitomo meurt à l'âge de 69 ans et son fils Nijō Morotsugu lui succède avec le titre de régent kampaku[3].

## Poète et érudit
Yoshimoto apprend la poésie waka de Ton'a et la poésie renga de Gusai et Kyūsei. Il se considère lui-même avant tout comme un poète waka et rédige plusieurs traités sur le sujet. C'est cependant pour ses ranga qu'il est le mieux connu. Dès l'âge de trente ans il est considéré comme une autorité en la matière. Il écrit un certain nombre de livres dont :
- Renri Hishō (連理秘抄, « Traité secret sur les principes du renga »?, c. 1349), texte sur la poétique renga
- Tsukubashū (菟玖波集, « La collection Tsukuba »?, c. 1356), première collection éditée de ranga
- Tsukuba Mondō (筑波問答, « Les dialogues Tsukuba »?, 1357-1372), Discours général sur le renga sous la forme question-réponse
- Gumonkenchū (愚問賢註?, 1363), discussion sur le style renga; écrit avec Ton'a
- Ōan Shinshiki (応安新式?, c. 1372), texte sur les règles du renga
- Kinrai Fūteishō (近来風体抄?, 1387), traité sur la poétique waka

### Historien
L'auteur du Masukagami est inconnu mais on soupçonne que Nijō Yoshimoto a pris part à sa rédaction. Le livre est un conte historique japonais rapportant des événements qui auraient eu lieu entre 1368 et 1376.

## Source de la traduction
- (en) Cet article est partiellement ou en totalité issu de l’article de Wikipédia en anglais intitulé « Nijō Yoshimoto » (voir la liste des auteurs).